# José García Santesmases
José García Santesmases (Barcelona, Cataluña, 2 de mayo de 1907 - Madrid, 24 de octubre de 1989) fue un físico y pionero de la informática en España, constructor de la primera computadora analógica y primer microprocesador de fabricación española.

## Biografía
José García Santesmases nació el 2 de mayo de 1907 en la ciudad de Barcelona. En 1930 obtiene en París el título de ingeniero por la École supérieure d'électricité. Continúa su formación y en 1935 consigue el Premio Extraordinario de la Universidad de Barcelona, licenciándose como físico. Se doctora en la Universidad de Madrid en 1943 y posteriormente se traslada a la Universidad de Granada, en donde impartirá docencia durante dos años, tras los cuales vuelve como profesor a Madrid.
En 1949 colabora en los  laboratorios Cavendish  de Cambridge y, seguidamente, durante algo más de un año en el Computation Laboratory de la Universidad de Harvard, bajo la dirección de Howard H. Aiken. Santesmases ocupará la cátedra de Física Industrial en la Universidad de Madrid hasta su jubilación en 1977. El 24 de octubre de 1989 muere en esta ciudad, donde desarrolló la mayor parte de su carrera científica. Una calle de la Ciudad Universitaria de Madrid recibe su nombre, al igual que el Museo de Informática García Santesmases (MIGS), sito en la Facultad de Informática de la Universidad Complutense de Madrid. La colección bibliográfica reunida por este investigador está integrada en la Biblioteca de dicho centro.
En 1960 entró a formar parte de la Real Academia de Ciencias Exactas, Físicas y Naturales con el discurso Automática, cibernética y automatización. En 1979 recibiría la Medalla Echegaray. En 1983 fue galardonado con el Premio Nacional de Investigación Leonardo Torres Quevedo en su primera edición.

## Su legado
Si por algo es conocido José García Santesmases,  es por ser uno de los pioneros de la informática en España. Su legado se compone de varias contribuciones a la ciencia española:
- En 1952, crea el Instituto de Electricidad y Automática del CSIC.
- En 1954, finaliza su trabajo y diseño de un computador analógico presentado en Bruselas, en el Congreso Internacional del Cálculo Analógico.
- En 1956, desarrolla una unidad aritmética de un computador digital que permitía sumar dos números de 8 cifras en un tiempo inferior a un milisegundo.
- En 1958, lleva a cabo un Congreso Internacional de Automática
- En 1967, crea la Asociación Española de Informática y Automática
- José García Santesmases fue promotor de las Escuelas de Verano de Informática[6]

## La Calculadora Electrónica Analógica
El punto culminante de su carrera lo constituye la construcción, entre 1953 y 1954 de la primera calculadora electrónica analógica desarrollada en España, que fue presentada en el I Congreso de Cálculo Analógico de Bruselas. La máquina fue creada en los laboratorios del Instituto de Electricidad de la Universidad Central con un equipo formado por José González Ibeas, Antón Civit Breu, Gregorio Fernández Fernández y Julio Sant Magallanes.

## Módulo de memoria del primer ordenador digital
Fue fabricado en España en 1973 . Aun así seguía sin haber teclado. Fue construido una vez se tuvieron semiconductores. El profesor planteó el proyecto a sus alumnos. El objetivo era traer la revolución a España.

## Obras
- Contribución al estudio de la ferro-resonancia y de la autoinducción (1943)
- Lecciones de física (1952)
- Instrumentación para el estudio del comportamiento humano (1971)
- Obra e inventos de Torres Quevedo (1980)
- Física general (1983)